# Don Juan DeMarco
Don Juan DeMarco ist ein US-amerikanischer Spielfilm aus dem Jahr 1995, der das Regiedebüt des Drehbuchautors und Psychotherapeuten Jeremy Leven darstellt. Der Psychiater Jack Mickler (Marlon Brando) will einen jungen New Yorker (Johnny Depp) behandeln, der von sich glaubt, er sei Don Juan DeMarco. Aber nicht der Patient ändert sich, sondern der Arzt wird von der romantischen Sichtweise des Patienten angesteckt.

## Handlung
Ein junger Mann gibt vor, Don Juan DeMarco zu sein. Er ist in New York mit einer schwarzen Zorro-Maske, einem weiten Umhang und einem Degen unterwegs. Er ist sehr sprachgewandt und besitzt geschliffene Umgangsformen. Über 1.500 Frauen habe er geliebt, behauptet er, und seit seiner Jugend gelernt, auf einem weiblichen Körper zu spielen wie auf einer Geige von Stradivari.
Doña Anna aber, seine einzige wahre Liebe, hat ihm einen Korb gegeben. So steht er eines Abends auf einem Dach und will Suizid begehen. Der erfahrene Psychiater Jack Mickler kann ihn davon abbringen, indem er sich auf sein Spiel einlässt und sich ihm als Don Octavio del Flores vorstellt. Don Juan DeMarco wird in die psychiatrische Klinik eingewiesen, Dr. Mickler kämpft darum, den Fall übernehmen zu dürfen. Seine Psychiater-Kollegen sind skeptisch, da Mickler in zehn Tagen in den Ruhestand gehen wird. Ebenfalls nach zehn Tagen soll der Richter über den weiteren Verbleib von Don Juan deMarco in der Klinik entscheiden.
Mickler lässt sich auf einen Handel mit seinem Patienten ein: Wenn er es schafft, seinen Therapeuten davon zu überzeugen, dass er wirklich Don Juan DeMarco ist, dann sorgt er für seine Freilassung. Gelingt ihm dies nicht, so wird Don Juan freiwillig seine Psychopharmaka einnehmen. Don Juan erzählt unter anderem von seiner Kindheit in Mexico, dem Tod seines Vaters und seiner Zeit in einem Harem. Aber anstatt Don Juan von seiner Krankheit zu heilen, zweifelt der Psychiater zunehmend an seiner eigenen seelischen Gesundheit. Er sieht all die verpassten Chancen seines Lebens. Don Juan ist ein aufmerksamer Beobachter seines Therapeuten, sagt ihm die Wahrheit ins Gesicht: „Sie brauchen mich für eine Transfusion, weil Ihnen das Blut in den Adern vertrocknet und das Herz versandet ist.“ Jack Micklers Ehefrau Marilyn nimmt die Wandlung ihres Psychiater-Gatten erst erstaunt, dann sichtlich wohlwollend wahr: Ihr Gatte erlebt einen zweiten Frühling, er beachtet seine Frau und betrachtet sie aufs Neue mit Don Juans Augen.
Nach Ablauf der zehntägigen Therapie weiß der Patient, worauf es beim Richter ankommt: Er gibt die „richtigen“ Antworten und kommt sofort frei. Die Schlussszene zeigt zwei glückliche Paare auf der Insel Eros: Das Ehepaar Mickler genießt die wiedergefundene Liebe, und Don Juan deMarco kann Doña Anna in seine Arme schließen.

## Kritiken
- Das Jump Cut Magazin sah – dank Johnny Depp – „ganz reizende Momente“ in dem Film und fand ihn „voll kluger Ironie sowie einem Glauben an die Macht der Phantasie“.

- „Ein exzellentes Vergnügen“ – so lautet die Kritik des Filmmagazins Prisma. Trotz der manchmal etwas schlampigen Inszenierung überzeugte den Kritiker vor allem die darstellerische Leistung Johnny Depps.

- Die Zeitschrift Cinema sieht den Regie-Debütanten und Psychotherapeuten Jeremy Leven zielsicher Regie führen und Kitsch vermeiden, hebt dabei besonders die harmonische Darstellung des Hauptdarsteller-Trios hervor.

## Wissenswertes
- Johnny Depp sah sich während der Dreharbeiten mehrmals die Fantasyserie Fantasy Island (1978) an, um seinen spanischen Akzent zu verbessern.
- Die Latino-Sängerin Selena Quintanilla-Pérez spielte in dem Film eine Mariachi-Sängerin. Marlon Brando sagte den folgenden Satz, als er sie am Filmset sah: „She is a very special and very beautiful girl. She has a gift.“ Don Juan DeMarco feierte am 7. April 1995 Premiere; eine Woche zuvor (31. März) wurde die Sängerin von der Präsidentin ihres Fan-Clubs erschossen. Selena nahm vier Lieder für den Filmsoundtrack auf, darunter auch ein Duett mit dem britischen Musiker David Byrne (God's Child (Baila Conmigo)). Nach ihrem Tod wurden einige mit ihr bereits abgedrehte Szenen aus dem Film geschnitten.

## Auszeichnungen
Der Filmsong Have You Ever Really Loved a Woman? (komponiert von Michael Kamen, vorgetragen von Bryan Adams) wurde 1996 für den Oscar und den Golden Globe nominiert.
Die Deutsche Film- und Medienbewertung FBW in Wiesbaden verlieh dem Film das Prädikat „Besonders wertvoll“.

## Buch zum Film
Auf Grundlage des Drehbuchs von Jeremy Leven erschien in dem zur Penguin Gruppe gehörenden Signet Verlag 1995 ebenfalls unter gleichnamigem Titel eine Romanfassung als Buch zum Film, die von der amerikanischen Schriftstellerin und Malerin Jean Blake White verfasst wurde. Eine deutsche Übersetzung von Caspar Holz wurde im selben Jahr im Münchener Goldmann Verlag veröffentlicht.